# Клименко, Юрий Аркадьевич
Юрий Аркадьевич Клименко (укр. Юрій Аркадійович Клименко; род. 27 июля 1969, Боярка, Киевская область) — украинский дипломат. Чрезвычайный и полномочный посол Украины в Аргентине (с 2022), Уругвае и Парагвае (с 2025) по совместительству. Постоянный представитель Украины при Отделении ООН и других международных организациях в Женеве (2013—2021).

## Биография
Родился 27 июля 1969 года в городе Боярка Киевской области. Окончил Киевский национальный университет им Т. Шевченко, романо-германский (1992) и юридический (1999) факультеты. В 1997 году Женевский центр политики в области безопасности. Кандидат политических наук. Свободно владеет английским, испанским, русским языками, а также французским (на рабочем уровне).
В 1992—1996 годах — работал в Управлении контроля над вооружениями и военно-технического сотрудничества (УКОВТС) МИД Украины.
В 1996—1998 годах — занимал должность помощника заместителя министра иностранных дел Украины.
В 1998—2000 годах — работал в Посольствах Украины в государствах Бенилюкс.
В 2000—2003 годах — работал в посольстве Украины в США.
В 2003—2004 годах — заместитель начальника Управления контроля над вооружением и военно-техническим сотрудничеством (УКОВТС).
В 2004—2005 годах — начальник IV территориального управления (Западное полушарие) МИД Украины.
В 2005—2006 годах — занимал должность Генерального консула Украины в Салониках (Греческая Республика).
В 2006—2010 годах — Генеральный консул Украины в Барселоне (Испания).
В 2010—2011 годах — заместитель руководителя Главного управления международных отношений — руководитель управления двустороннего сотрудничества Администрации президента Украины.
В 2011—2013 годах — первый заместитель руководителя Главного управления по вопросам международных отношений Администрации президента Украины.
С 11 октября 2013 по 6 апреля 2021 года — постоянный представитель Украины при Отделении ООН и других международных организациях в Женеве.
С 8 февраля по 26 декабря 2022 года — Специальный представитель Украины по вопросам приднестровского урегулирования.
С 26 декабря 2022 года — чрезвычайный и полномочный посол Украины в Аргентинской Республике.
С 7 февраля 2025 года — чрезвычайный и полномочный посол Украины в Восточной Республике Уругвай по совместительству.
С 7 апреля 2025 года — чрезвычайный и полномочный посол Украины в Республике Парагвай по совместительству.

## Личная жизнь
Женат, имеет дочь и сына.

## Дипломатический ранг
- Чрезвычайный и полномочный посол (24 августа 2012)[11].